# Инцидент с «Разъездным»
Инцидент с «Разъездным» (яп. ラズエズノイ号事件) — произошедший в 1953 году инцидент со вторжением в территориальные воды Японии советского рыболовецкого траулера «Разъездной».

## Ход событий
Береговая охрана Японии получила информацию, что советское шпионское судно намеревается забрать агента, чуть ранее нелегально пересёкшего границу с Сахалина на Хоккайдо. Наперехват в районе Саруфуцу (район Тирайбэцу (яп. 知来別)) был брошен патрульный катер.
2 августа был арестован сам агент, этнический японец Сандзиро Сэки, незаконно переброшенный чуть ранее с Сахалина, где тот жил с конца Второй мировой, в Вакканай.
8 августа катер береговой охраны засёк приблизившийся к побережью советский 19-тонный рыболовецкий траулер «Разъездной». При предъявлении требования остановиться экипаж открыл огонь, береговая охрана открыла огонь в ответ и, поскольку ответным огнём у «Разъездного» был перебит штуртрос, сумела захватить его. Весь экипаж судна (4 человека) во главе со капитаном Филиппом Памовичем Куликовым был арестован по обвинению в нарушении Закона об иммиграционном контроле. При обыске обнаружились при себе 200 тысяч иен и советские шифровки. После выдвижения обвинений в шпионаже капитану и шпиону 3 матросов были высланы назад.
19 февраля 1954 года окружной суд Асахикавы приговорил Куликова к заключению за нарушение иммиграционного законодательства, вышестоящий суд подтвердил что приговор не подлежит к обжалованию, но 28 февраля Куликова депортировали из Ономити на советском корабле. Об инциденте писали многие японские СМИ, такие как газеты Ёмиури Симбун, Хоккайдо Симбун, Асахи Симбун, Киодо Цусин, а тогдашний Главный комиссар Национального полицейского агентства Японии Нобуро Сайто заявлял, что признание Сэки доказывает существование крупной шпионской сети коммунистов в стране. СССР официально принёс извинения за инцидент.